# Teilhet (Puy-de-Dôme)
Teilhet – miejscowość i gmina we Francji, w regionie Owernia-Rodan-Alpy, w departamencie Puy-de-Dôme.
Według danych na rok 1990 gminę zamieszkiwało 339 osób, a gęstość zaludnienia wynosiła 18 osób/km² (wśród 1310 gmin Owernii Teilhet plasuje się na 518. miejscu pod względem liczby ludności, natomiast pod względem powierzchni na miejscu 492.).